# Abimeleque

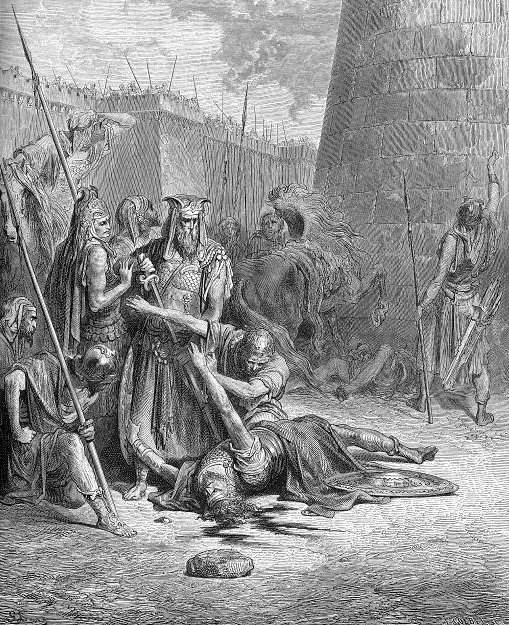
A Morte de Abimeleque por Gustave Doré, 1866.

Abimeleque (em hebraico: אֲבִימֶלֶך; romaniz.: Aviméleḵ, ʼAḇîmélek; lit. "Meu Pai é rei" ou "O rei é o Pai") foi um rei de Siquém, filho de Gideão através de uma concubina. Esta relação envolveu um casamento matrilinear, segundo o qual a esposa vive na casa de seus pais, e os filhos ficam pertencendo ao clã materno.

## Biografia
Quando Gideão, seu pai, morreu, Abimeleque quis tornar-se rei, primeiramente através dos chefes de seu clã, e depois por aclamação popular. Para consolidar sua autoridade, mandou matar os setenta filhos de seu pai. 
Apenas Jotão, entre os filhos de seu pai, sobreviveu ao massacre. Este postou-se no monte Gerizim, com seus seguidores armados e pronunciou sua famosa fábula de rei-espinheiro, que não possuía capacidade para governar. Esta fábula também predizia a destruição de Abimeleque e de seus súditos (Juízes 9: 7-11).
Após 3 anos de reinado, o povo de Siquém, liderados por Gaal, se revoltaram contra Abimeleque. Como resposta, o rei destruiu a cidade de Siquém, assolando a cidade e o rei 
semeou a cidade de sal. Após isso, Abimeleque tentou expandir seu reino indo para a cidade de Tebes, e a sitiou, mas o povo da cidade foi até uma torre no meio da cidade, com a intenção de fugir, Abimeleque foi até o local, com o objetivo de colocar fogo na torre, mas foi atingido por uma pedra de moinho atirada por uma mulher que quebrou a cabeça do mesmo. Após isso Abimeleque pediu ao rapaz que segurava suas armas para o matar para não parecer que tinha sido morto por uma mulher. (Juízes 9: 50-54)